# Claudio Ariel Romero
Claudio Ariel Romero (Buenos Aires, 15 de diciembre de 1963) es un político argentino. Es legislador de la Ciudad de Buenos Aires desde el 10 de diciembre de 2017.

## Biografía
Nació el 15 de diciembre de 1963 en Buenos Aires, en el barrio de Parque Patricios. Es magíster en Seguridad Social en la OISS Universidad de Alcalá. Antes de desempeñarse en el sector público, trabajó en una agencia de comunicación como responsable de cuentas corporativas. 

### Trayectoria profesional y logros
En 2003, fue nombrado apoderado del PRO a nivel nacional, más tarde en 2017, anunció su precandidatura a legislador por la ciudad de Buenos Aires, en la lista de Vamos Juntos, junto a Elisa Carrió, Carmen Polledo y Fernando Iglesias como candidatos a diputados nacionales por la ciudad, y junto a los candidatos a legisladores Andy Freire (PRO), Agustín Forchieri (PRO) y Victoria Inés Roldán Méndez (PRO).
Finalmente el 10 de diciembre de 2017 asumió como Legislador de la Ciudad Autónoma de Buenos Aires y fue reelecto en el cargo para un nuevo período en 2021.
Romero ha ocupado cargos relevantes en el Ministerio del Interior de la República Argentina, y en el Directorio de la Obra Social del Gobierno de la Ciudad de Buenos Aires. Desde 2008 hasta el 2017 se desempeñó como Secretario de Tercera Edad. Asimismo, fue vicepresidente del Directorio de la Corporación Buenos Aires Sur y director general de Economía Social.
En el año 2015 fue uno de los ejecutores de la Boleta Única Electrónica utilizada en el proceso electoral de Ciudad de Buenos Aires, y fue electo diputado del Parlamento del Mercosur (ad honorem) convirtiéndose en el único representante por la Ciudad de Buenos Aires, cargo al cual renunció en 2017 para asumir su banca actual como Legislador de la Ciudad Autónoma de Buenos Aires.
Desde el año 2016, es veedor electoral Internacional, participando en distintas misiones e invitado por diversas ONG, como las elecciones Presidenciales de Estados Unidos, México, República de Paraguay y República Oriental del Uruguay. Parlamentarias Europeas en 2019 en Madrid, España. Elecciones Regionales y Municipales en la Ciudad de Lima, Perú, como Jefe de la Misión de Observación Electoral.
Obtuvo varias distinciones, entre ellas la más importante fue el Premio Internacional Maya en 2017 (Madrid, España) por desarrollar la Plataforma “+Simple”. También es autor de los libros: “Hacia un Nuevo Sur”; “Adultos Mayores Somos Todos”; “Cuestión de Tiempo”; y "Brazos Abiertos: Todos somos migrantes".
Desde 2024, es miembro del Comité para la Prevención de la Tortura y Otros Tratos y Penas Crueles, Inhumanos y/o Degradantes de CABA.

### Actividad política y cargos
En el ámbito político, ha ejercido diversos roles de liderazgo, desde su militancia en 1988 hasta su actual posición como Presidente del partido Propuesta Republicana de la Ciudad de Buenos Aires desde marzo de 2021 y hasta mayo de 2024. También ha ocupado el cargo de Apoderado Alianza Electoral Juntos por el Cambio en la CABA y el de Presidente Junta Electoral Nacional del PRO.
En la Legislatura porteña, Romero ha tenido una destacada trayectoria, ocupando la presidencia de la Comisión de Presupuesto, Hacienda, Administración Financiera y Política Tributaria desde 2019 hasta fines de 2023. Actualmente, es Presidente de la Comisión de Patrimonio Arquitectónico y Paisajismo y Vicepresidente de la Comisión de Derechos Humanos, Garantías y antidiscriminación de la Legislatura de la Ciudad de Buenos Aires.
Romero continúa en su segundo mandato como Legislador de la Ciudad Autónoma de Buenos Aires (2021-2025).

### Formación académica y reconocimientos
Romero cuenta con una sólida formación académica, destacando su máster en Dirección y Gestión de los Sistemas de Seguridad Social obtenido en 2017. Además, ha sido distinguido con el Cuadro de Honor de la Escuela de Gobierno Instituto Nacional de Administración Pública en 1996.

### Publicaciones y actividades académicas
En el ámbito académico, ha sido director de la Escuela de Dirigentes PRO CABA entre 2016 y 2019, y ha participado como expositor en diversas mesas de debate nacional e internacional. Romero es autor de más de 100 notas de opinión en medios gráficos nacionales e internacionales, abordando temáticas relacionadas con los derechos humanos, la democracia y los adultos mayores.